# Masha Bijlsma
Masha Bijlsma (* 5. Mai 1971 in Utrecht) ist eine niederländische Jazzsängerin.

## Leben und Wirken
Bijlsma spielte zunächst Klavier und Bassgitarre, bevor sie mit 19 Jahren zu singen anfing. Zunächst war sie mit der Hardrock-Band Caveman aktiv. Sie studierte 1990 Gesang am Konservatorium in Arnhem, brach das Studium aber nach kurzer Zeit ab, weil sie nach Ansicht ihrer Ensemble-Dozenten zu wenig aus sich herauskam und zu wenig mit ihrer Stimme experimentierte. Im selben Jahr gründete sie die Masha Bijlsma Band mit Ge Bijvoet am Klavier, Eric van der Westen am Bass und ihrem Vater, dem Schlagzeuger Dries Bijlsma. 1992 trat sie auf dem Jazzfestival von Gronau auf; 1994 erschien ihr Debütalbum. Auch ihr zweites Album Lebo (mit der Komposition Low Down von Jasper van’t Hof, einem Jugendfreund ihres Vaters, mit Text von Bijlsma), wurde gut aufgenommen und erinnerte den Kritiker des Volkskrant an die junge Rita Reys. Zu ihrer langjährigen Begleitband (Masha Bijlsma Band) gehörten der Pianist Rob van den Broeck (seit Ende der 1990er Jahre, er arrangierte auch für sie), der Bassist Henk de Ligt und  Dries Bijlsma, – zusätzlich tritt sie auf und nimmt auf mit Bläsern wie dem Posaunisten Bart van Lier oder dem Saxophonisten Tony Lakatos, dem Trompeter Benny Bailey, dem Saxophonisten Gary Thomas, dem Posaunisten Adrian Mears. Mit ihrer eigenen Band tourte sie außer in den Niederlanden auch viel in Deutschland, aber auch in Belgien, Schweden, Dänemark, Griechenland, Bulgarien, der Schweiz, den USA, Großbritannien und Indonesien. Sie trat unter anderem auf dem North Sea Jazz Festival auf.
Neben Jazzstandards (wie Work Song von Nat Adderley oder First Song von Charlie Haden, den sie in Würdigung von Abbey Lincoln Song for Abbey nannte oder Ruby my Dear von Thelonious Monk) verwendet sie auch Popsongs und Chansons in ihren Programmen. Sie bedient sich unterschiedlicher Stile wie Scat-Gesang und schreibt eigene Texte zu ihren Interpretationen.
Sie hat zwei Kinder, weswegen sie Mitte der 2000er Jahre eine Karrierepause einlegte.

## Diskographie
- Winds of Change, Challenge, 1994, mit Eric Vloeimans
- Lebo, Jazzline 1996, (mit Bob Malach)
- Profile, Jazzline 1999 (war 2000 für den Edison Award nominiert, mit Tony Lakatos und der Begleitband Rob van den Broeck, Stefan Lievestro (Bass), Dries Bíjlsma).
- Lopin, Lion Jazz 2003,
- Whisper and Moans, Lion Jazz 2009 (mit Bart van Lier, Tony Lakatos)
- For Love of Abbey, Lion Jazz 2010